# Aeropuerto regional/nacional

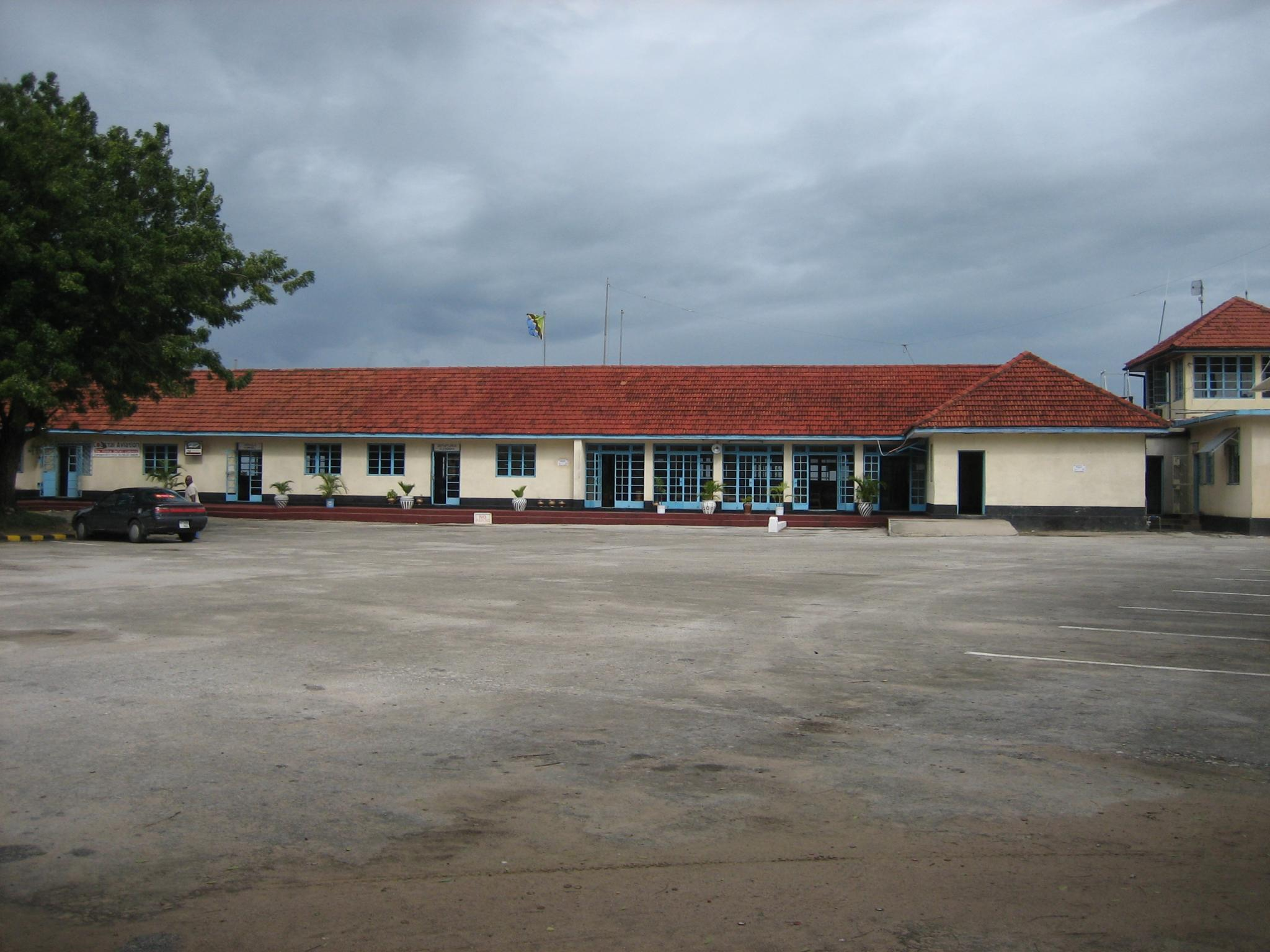
Aeropuerto de Tanga en Tanzania.

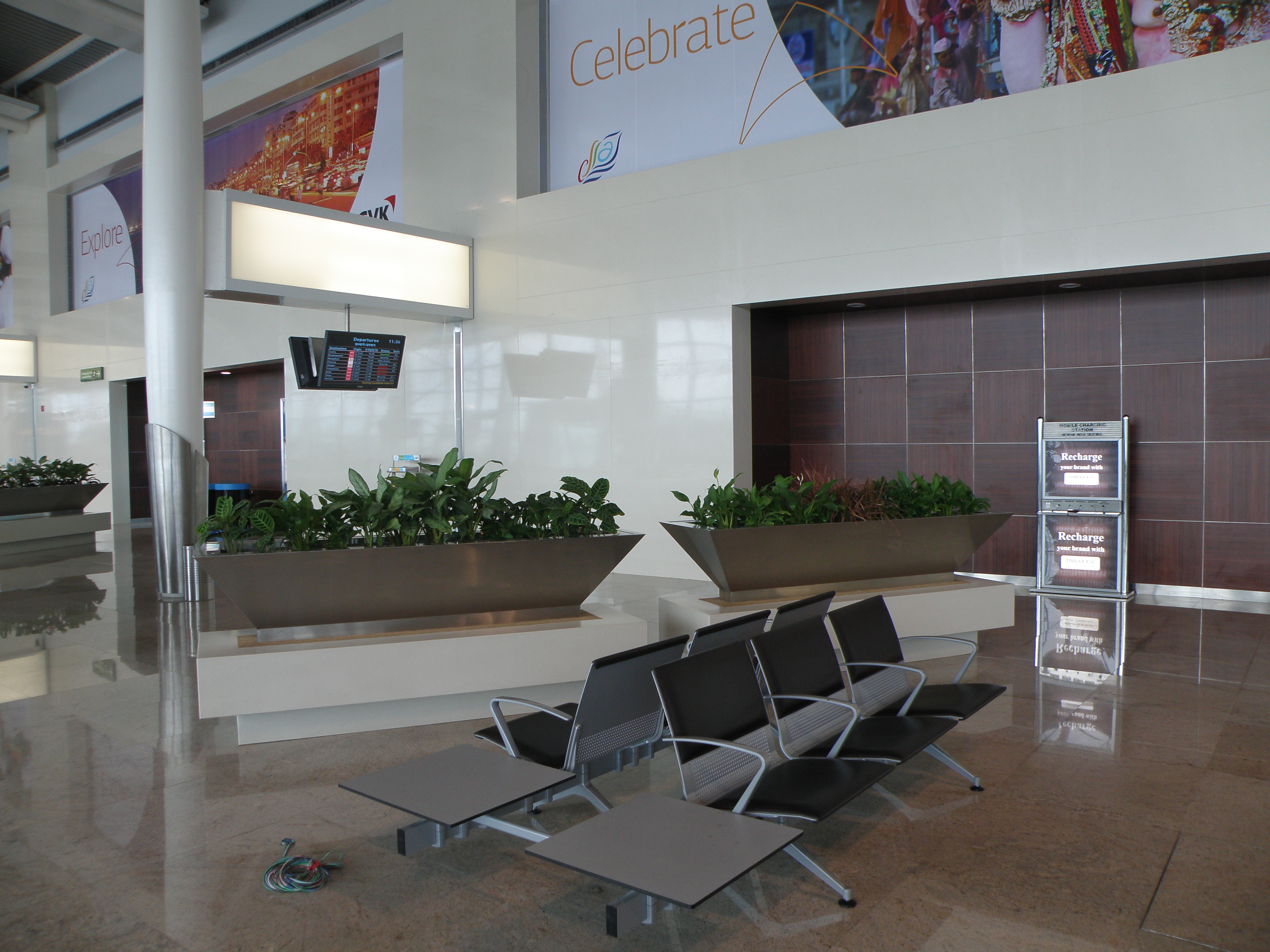
Terminal regional del aeropuerto de Bombay.

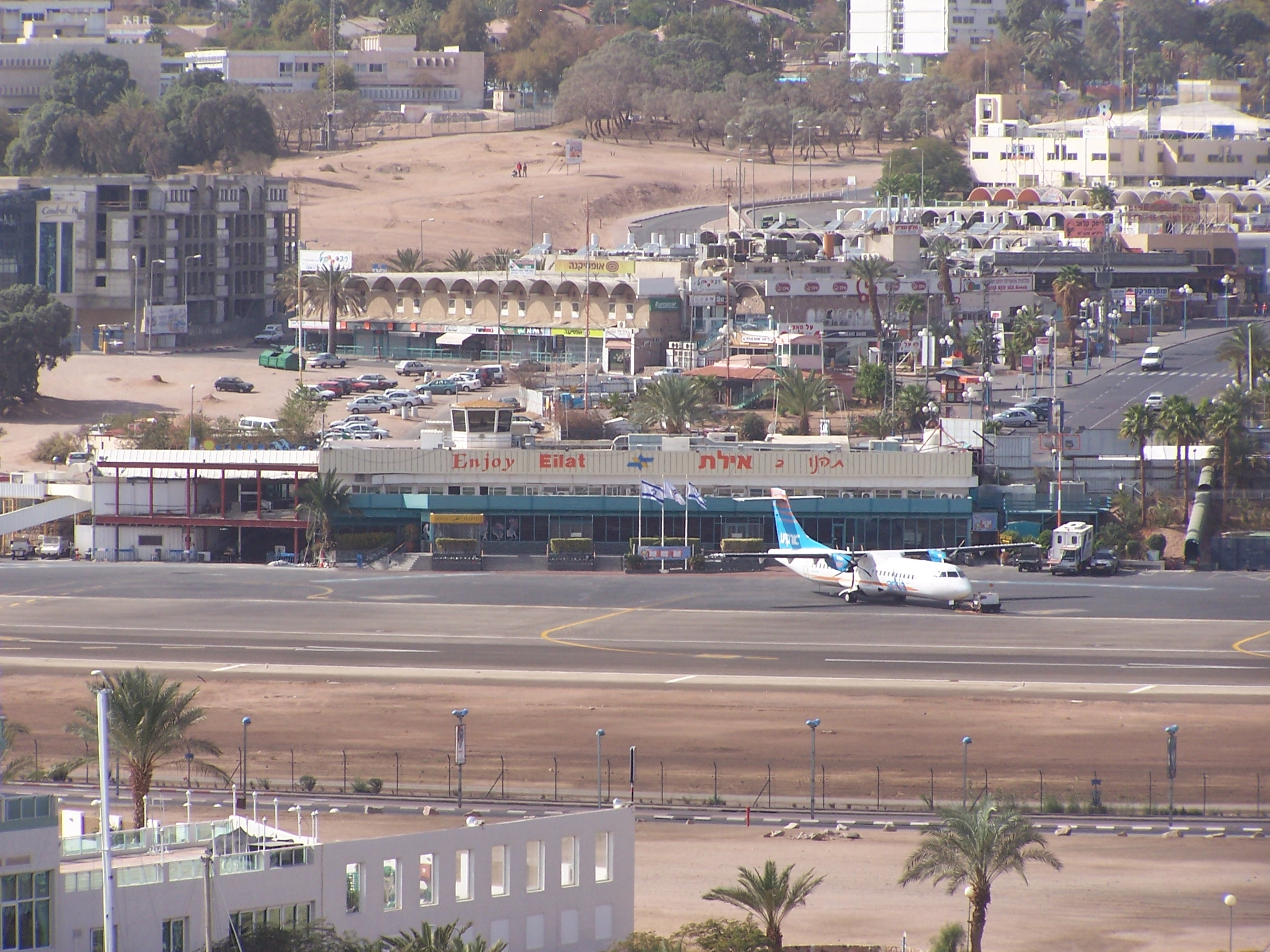
Vista del Aeropuerto de Eilat, Israel

Un aeropuerto nacional es un aeropuerto que sólo se ocupa de los vuelos de tipo local, lo que quiere decir que opera dentro de un misma región o país. Los aeropuertos nacionales no cuentan con instalaciones de aduana e inmigración y por tanto no puede manejar vuelos hacia o desde un aeropuerto extranjero.
Estos aeropuertos normalmente tienen pistas cortas suficientes para manejar aviones de corto o medio recorrido y el tráfico aéreo regional. En el pasado, algunos aeropuertos nacionales no tenían controles de seguridad, pero se han añadido en los últimos años.
La mayoría de los aeropuertos municipales en Canadá y los Estados Unidos son de esta clasificación. En los aeropuertos internacionales de Canadá, hay terminales nacionales que manejan los vuelos dentro de Canadá (volar de una ciudad canadiense a otra).
En el Reino Unido, un ejemplo de un aeropuerto nacional es el aeropuerto de Wick, que opera vuelos frecuentes a otros aeropuertos escoceses. 
Algunos países o regiones pequeñas no tienen ningún aeropuertos nacionales, o incluso vuelos nacionales, debido a su tamaño o razones políticas. Por ejemplo: Bélgica, Hong Kong, Kuwait, Macao, Singapur y los Emiratos Árabes Unidos.

## Aeropuerto regional
Un aeropuerto regional es un aeropuerto que sirve al tráfico dentro de un área geográfica relativamente pequeña o poco poblada. Un aeropuerto regional normalmente no tiene instalaciones de aduana e inmigración para procesar el tráfico entre países. En Canadá los aeropuertos regionales suelen dar servicio a conexiones dentro de Canadá y algunos vuelos a los Estados Unidos.
Las aeronaves que utilizan estos aeropuertos tienden a ser pequeños aviones comerciales, aviones privados y aviones regionales de turbohélice o propulsados. Estos vuelos suelen ir una distancia menor o a un centro regional más grande. Estos aeropuertos por lo general tienen pistas más cortas , que no tienen la capacidad para que aterrizan los aviones pesados con mucho combustible.

### Europa
En los países europeos, los aeropuertos regionales son a menudo clasificados como aeropuertos que no están en la capital / ciudad más importante del país. Los ejemplos de los aeropuertos regionales más grandes incluyen el aeropuerto del Prat, España y el aeropuerto de Manchester, Inglaterra, que son a la vez los aeropuertos con más tráfico de Europa, y son utilizados por aviones grandes y pequeños . En países como Francia, Alemania y Suecia, un aeropuerto regional es un aeropuerto para aviones pequeños. Los ejemplos de los pequeños aeropuertos regionales son el aeropuerto de Coventry y el aeropuerto de Worship. En el norte de Noruega, un país con largas distancias y muchos aeropuertos con pistas cortas, los aeropuertos regionales son los que tienen vuelos a un centro regional, no a la capital.